# Пфланцер-Бальтин, Карл фон
Барон Карл фон Пфланцер-Бальтин (нем. Karl von Pflanzer-Baltin; 1 июня 1855, Фюнфкирхен, Венгрия, Австро-Венгрия — 8 апреля 1925, Вена, Австрия) — австро-венгерский военный деятель, генерал-полковник (1916). Участник Первой мировой войны.

## Биография
Родился в 1855 году в венгерском городе Фюнфкирхен. Военное образование в Терезианской академии (1875) и академии Генштаба (1880). Службу в австро-венгерской армии начал в 1-м драгунском полку. С 1889 года проходил службу в штабах в Лемберге, Перемышле, Темешваре, Мостаре. В 1888 году служит во 2-м пехотном полку. С 1891 по 1895 инструктор в академии генерального штаба. В 1897 году получает звание полковника и назначается начальником штаба 11-го армейского корпуса. В 1898 году скончался его бездетный дядя, барон Йозеф фон Балтин и титул и фамилия были переданы Пфланцеру. С 1903 года командует 32-й, а затем 31-й пехотными бригадами. В 1907 году назначается командиром 4-й пехотной дивизии. С 1911 года генерал-инспектор корпусных офицерских школ.

### Первая мировая война
После начала Первой мировой войны, служит на Восточном фронте. В начале октября 1914 года в Закарпатье из подразделений преимущественно ландштурменного характера была сформирована комбинированная армейская группа под командованием генерала кавалерии Карла барона фон Пфлянцер-Бальтина. В то самое время российские войска осуществляли набег через Карпаты в Венгрию. В начале октября австро-венгерские войска, действующие левее армейской группы Пфланцер-Бальтина произвели наступление через Карпаты с целью отрезать от Лемберга (теперь — Львов) 8-ю армию генерала от кавалерии Брусилова, которая с юга прикрывала осаду Пшемысля. Однако Хирувская битва приобрела признаки позиционной борьбы. Охватить южный фланг российского Юго-Западного фронта имеющимися силами и из-за недостатка артподдержки австро-венграм не удалось.
К середине октября 1914 года трансильванские войска Пфлянцер-Бальтина отбросили российские конные отряды обратно за Карпаты. Со стороны Буковины операцию по ликвидации первого российского вторжения в Венгрию поддержал своим отрядом подполковник жандармерии Едуард Фишер. На Сирете и Черемоше остались тогда только слабые заслоны. Россияне имели прекрасную возможность ворваться в Трансильванию со стороны Буковины. Но отряды Фишера вскорее вернулись и продолжили выполнение прежней боевой задачи. Войска генерала кавалерии Пфлянцер-Бальтина перешли Карпаты произвели смелую демонстрацию в сторону г. Стрый. Россияне неожиданно оказались в очень неудобном положении. На их счастье австро-венгерские силы были там в небольшом количестве, чтобы одержать решительный успех. Для противодействия австро-венграм Брусилов стянул всё, что только имел на правом берегу Днестра. 22 октября россияне снова захватили Стрый, а австро-венгры отошли в Карпаты, где начались ожесточённые бои. Положение у соседа слева было более сложнее, чем у армейской группы Пфлянцер-Бальтина. Россияне, неся там огромные потери, вновь углубились в Карпаты. Но теперь там им противостояли австро-венгерские регулярные войска. Атаки продолжались почти до конца октября, но австро-венгры, обороняясь, с последних сил устояли. В это время против армейской группы Пфлянцер-Бальтина действовал т. н. «Днестровский отряд». Но и ему не удалось обойти австро-венгров. В конце октября австро-венгрерские войска, действующие левее армейской группы Пфлянцер-Бальтина, получив некоторое подкрепление, вновь перешли в наступление в Карпатах и имели видимый успех. Это была вторая попытка зайти во фланг т. н. «Галицийской группы» российских войск. В это время главное оперативное направление армейской группы генерала кавалерии К. барона фон Пфлянцер-Бальтин от начала боёв в Карпатах не изменился и это российское командование всегда имело в виду, оттягивая туда значительные силы. Довольно неожиданным явился для россиян его успех в Буковине, где отряды подполковника Фишера 20 октября вышли на Прут и освободили г. Черновицы.. Активно австро-венгры действовали в Прикарпатье и Покутье. 24 ноября австро-венгры утратили линию Черемоша и отступили на юг. Ощутив перелом в боях на западе Буковины, россияне стали действовать более решительно. Их отряды двинулись в верховье р. Черемош. 27 ноября российские войска вновь захватили г. Черновицы. В декабре австро-венгры были отброшены в Карпаты и на юг Буковины В конце 1914 — начале 1915 гг. атаки россиян на австро-венгерский фронт от Вислы до румынской границы почти прекратились. В целом, генерал кавалерии К. барона фон Пфлянцер-Бальтин свою задачу выполнил.
В феврале 1915 года в период Карпатской битвы он занял Черновицы. В мае 1915 года армейская группа генерала кавалерии Пфлянцер-Бальтина была преобразована в 7-ю армию. В первой половине мая 1915 г. русские атаковали австро-венгров на днестровском і буковинском фронтах і активно демонстрировали в Карпатах, куда протягивался левый фланг 7-й армии. На Днестре произошел тактический прорыв обороны австро-венгров. После упорных боев с превосходящим противником генерал кавалерии Карл барон фон Пфлянцер-Бальтин 13 мая принял тактично верное решение — перенести оборону армии на южный берег Прута. 15 мая наступление 9-й армии угасло и боевая деятельность на Пруту свелась к обычным перестрелкам. Современный российский исследователь А. Олейников считает, что австро-венгры потерпели в Заднестровском сражении поражение. Очевидно имелся ввиду тактический успех 9-й армии. Однако наступление 9-й армии не получило оперативного развития. Не имело оно и стратегической целесообразности поскольку никакого влияния на ход стратегического наступления австро-немецких сил в Галиции с запада оно не оказало. На протяжении лета и осени 1915 года армия генерала кавалерии Карла барона фон Пфлянцер-Бальтина вела позиционную войну на южном фланге Восточноевропейского фронта. В конце декабря 1915 — начале января 1916 гг. он успешно отразил наступление россиян на стрыпском и буковинском фронтах, нанеся им ощутительные потери.
20 мая 1916 г. в Черновицкой «Франциско Ёзефине» произошло торжественное событие. Вместе с начальником Генштаба Францем Конрадом бароном фон Гёцендорфом, президентом Буковины Рудольфом графом фон Мераном и начальником буковинской жандармерии Едуардом Фишером почётным доктором философичного факультета стал командующий 7-й армии генерал-полковник Карл барон фон Пфлянцер-Бальтин.
Во время летнего наступления войск Юго-западного фронта в 1916 году, известного как Брусиловский прорыв, 7-я армия генерал-полковника Карла барона фон Пфлянцер-Бальтина потерпела тяжелейшее поражение в Буковине и на Стрыпе, и была вынуждена отступить на запад и к Карпатским горам. После этой неудачи, он был отстранён от должности командующего 7-й армии и ушел в отпуск. В марте 1917 года Карл барон фон Пфланцер-Балтин стал генералом-инспектором пехоты и в этой должности успешно приложил усилия в обучении солдат учебных подразделений. 13 июля 1918 года Карл барон фон Пфлянцер-Бальтин назначен командиром 19-го армейского корпуса, действовавшего в Албании (армейская группа Албания)е.
После войны уехал в Вену. Умер 8 апреля 1925 года. Похоронен на кладбище Гитцинга (Hietzinger Friedhof).